# Namakkal
Namakkal (tamilski: நாமக்கல்) – stolica dystryktu Namakkal w stanie Tamilnadu, w południowych Indiach. W 2001 populacja miasta wyniosła 53,040.